# Zadorra
Il fiume Zadorra è un affluente dell'Ebro che scorre nei Paesi Baschi, nella parte settentrionale della penisola iberica. Il fiume scorre lungo tutta la provincia dell'Álava (con l'eccezione di La Puebla de Arganzón, che si trova invece nella provincia di Burgos), fino a sfociare nell'Ebro vicino a Miranda de Ebro, sempre nel territorio di Burgos. La portata del fiume è la più elevata dell'Álava e il suo bacino è il più esteso della provincia.